# ヨーロッパ国際ピアノコンクール・イン・ジャパン
ヨーロッパ国際ピアノ・コンクール・イン・ジャパン（ヨーロッパこくさいピアノ・コンクール・イン・ジャパン、European International Piano Concours in Japan）は、国際的に活動する日本人ピアニスト杉谷昭子が2010年に新たに創立したピアノコンクール。略称は「EIPIC（エイピック）」で、運営はヨーロッパ・ピアノ協会による。

## 概要
開催周期は毎年とされる。

## 沿革
- 2010年（平成22年） - 第1回大会

## 審査員
審査員長
杉谷昭子(日本)
審査員（2010年）
ボリス・ベクテレフ(ロシア)
ヘルマン・ゴチェフスキ(ドイツ)
ミハイル・カンディンスキー(ロシア)
菊地麗子(日本)
ルイ・レーリンク(オランダ)
ジュゼッペ・マリオッティ(イタリア)
宮澤功行(日本)
ニール･アンドリュー･シャープ(イギリス)
コンスタンティン・シロウニアン(ロシア)
竹中勇記彦(日本)
ローラン・テシュネ(フランス)

## 開催会場
- 札幌　ヤマハアヴェニューホール
- 仙台　名取市文化会館 中ホール
- 東京　仙川アヴェニュー・ホール“ve quanto ho......”（旧 桐朋学園 第Ⅱ別館ホール）

東京音楽大学 100周年記念ホール
尚美ミュージックカレッジ バリオホール
- 名古屋 長久手町 文化の家

名古屋音楽大学 博聞館 めいおんホール
- 大阪　クレオ大阪西

遊音堂
- 今治　今治市中央住民センター 大ホール

グリーンピア玉川 大ホール
- 山口　秋吉台国際芸術村
- 福岡　春日市ふれあい文化センター

サンレイクかすや　さくらホール
- 長崎　NBCビデオホール
- 熊本　小川文化総合センター「ラポート」 文化ホール